# کالبرلا
کالبرلا (به آلمانی: Calberlah) یک منطقهٔ مسکونی در آلمان است که در ایزنبوتل (زامتگمایند) واقع شده‌است. کالبرلا ۵٬۱۶۳ نفر جمعیت دارد.